# Adoretus sinicus
Adoretus sinicus es una especie de escarabajo del género Adoretus, familia Scarabaeidae. Fue descrita científicamente por Burmeister en 1855.
Se distribuye por Estados Unidos, Japón, Polinesia Francesa, China, Palaos, Islas Marianas del Norte, Macao y Tonga. La especie se mantiene activa durante todos los meses del año.